# Alraune

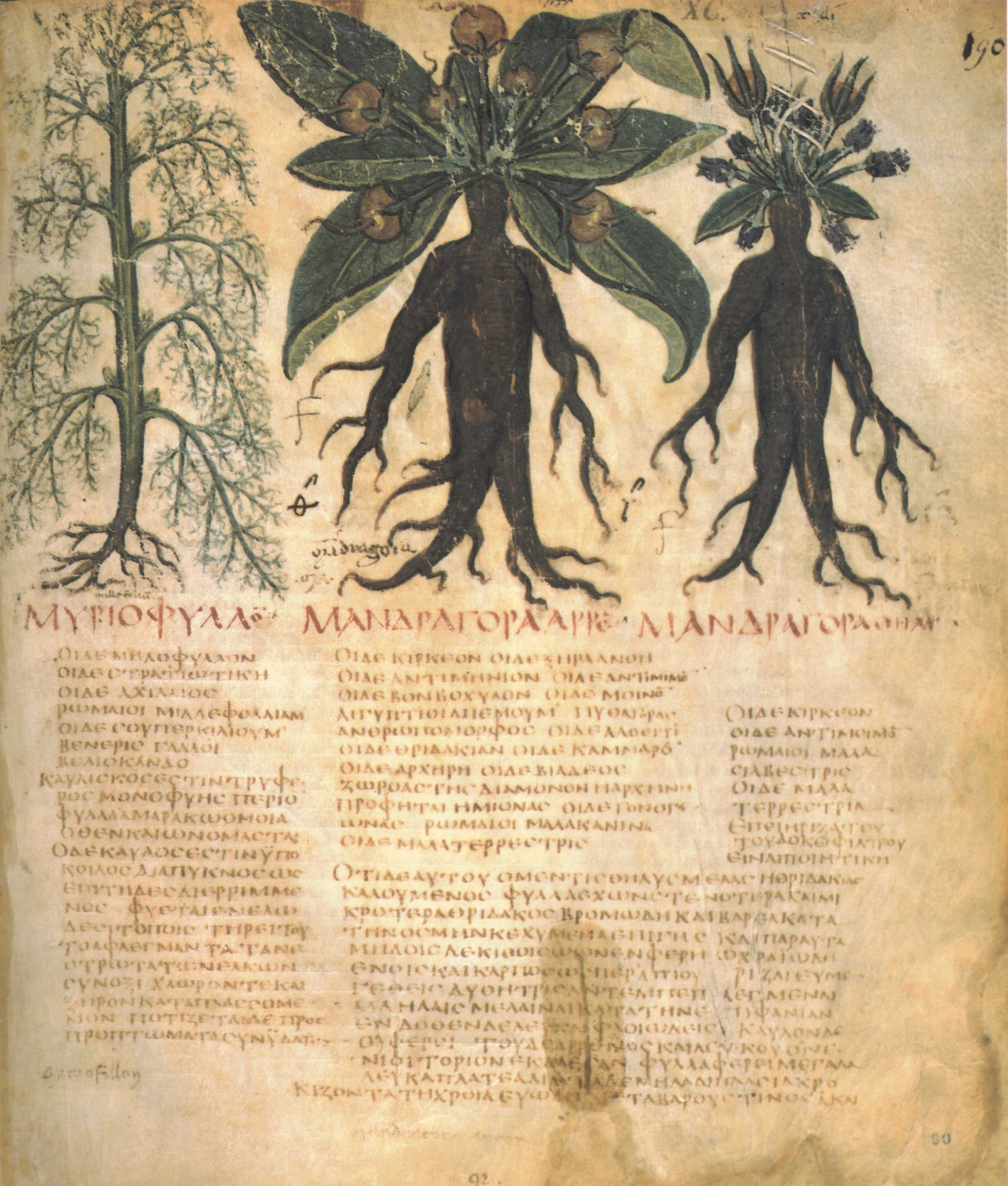
Raízes de mandrágora em De Materia Medica (século VII).

Alraune (mandrágora em alemão) é uma personagem feminina lendária, retratada em filmes do expressionismo alemão.

## Lenda
A base para a história de Alraune data da Idade Média alemã. A raiz da mandrágora (Mandragora officinarum), que possui um formato vagamente humanóide, era creditada pelos alquimistas como sendo produzida pela ação sobre a terra do esperma de enforcados, que ejaculavam ao terem seus pescoços quebrados. A própria raiz era utilizada em filtros e poções de amor, enquanto que seus frutos supostamente facilitavam a gravidez. De bruxas que faziam sexo com a raiz de mandrágora, dizia-se serem capaz de gerar prole, todavia, sem sentimentos, capacidade de amar ou alma.

## Ficção
O escritor alemão Hanns Heinz Ewers publicou um romance intitulado Alraune em 1911. O romance diverge do mito concentrando-se nas questões de inseminação artificial e individualidade: genética versus ambiente. Um cientista, o Professor Jakob ten Brinken, interessado nas leis da hereditariedade, fecunda uma prostituta em laboratório com o sêmen de um enforcado. A prostituta concebe uma criança que não possui o conceito de amor, a qual o professor ado(p)ta. A garota Alraune sofre com obsessões sexuais e relacionamentos pervertidos por toda sua vida. Ao descobrir sua origem artificial, ela se vinga do cientista, seu "pai".
O romance era muito popular durante os primeiros anos da II Guerra Mundial: soldados alemães foram capturados com cópias dele. Foram feitos alguns filmes baseados na lenda e no romance Alraune.